# Csilizköz
A Csilizköz (szlovákul: Medzičiližie) Szlovákiában, a Csallóköz déli peremén elterülő, a Duna és a Csiliz patak által határolt kistáj. Területén hét község található, melyek ma a Nagyszombati kerület Dunaszerdahelyi járásához tartoznak.
A Csilizköz évszázadokon át Győr vármegyéhez tartozott, melynek többi része a Duna túlsó partján fekszik. A hét település a 19. századtól a vármegye Győr székhelyű Tószigetcsilizközi járásába volt beosztva.
A terület 1918-ban került csehszlovák uralom alá, amit 1920-ban a trianoni békeszerződés megerősített. Ott 1922-ig Komárom megye Nemesócsai járásához tartoztak. Az 1923-as közigazgatási átszervezéstől kezdődően rövid megszakítással máig a Dunaszerdahelyi járáshoz tartoznak, csupán 1949 és 1960 között voltak az akkor átmenetileg létezett Nagymegyeri járásba beosztva.
A 21. század elején a csilizközi községek összterülete 93,35 km², népességük pedig mintegy ötezer fő.
A Csilizközben 7 község található:
- Balony
- Csiliznyárad
- Csilizpatas
- Csilizradvány
- Kulcsod
- Medve
- Szap